# Fontana di Piazza d'Aracoeli
Fontana di Piazza d'Aracoeli är en fontän på Piazza d'Aracoeli i Rione Campitelli i Rom. Fontänen designades av skulptören Giacomo della Porta år 1589 och stod ursprungligen på piazzan framför den år 1928 rivna kyrkan Santi Venanzio e Ansovino. Fontänen förses med vatten från Acqua Felice.

## Beskrivning
Påve Sixtus V gav Giacomo della Porta i uppdrag att formge fontänen och själva stenhuggararbetet utfördes av Andrea Brasca, Pietro Gucci och Pace Naldini.
Fontänen består bland annat av två brunnskar och maskaroner, ur vars munnar vattnet sprutar. Den kröns av fyra putti, vilka öser vatten ur var sin amfora, samt trimontium, vilket förekommer i påve Alexander VII:s vapen; denne påve lät restaurera fontänen och tillfoga detta motiv. Detta trimontium förekommer därtill även i Sixtus V:s vapen.

## Bilder
| - Piazzan framför kyrkan Santi Venanzio e Ansovino. Gravyr av Giuseppe Vasi. - Fontänen med Viktor Emanuel-monumentet i bakgrunden. - Det krönande trimontium-motivet och de fyra putti. |

| - Maskaron. - Påve Sixtus V:s vapen med bland annat trimontium. - Påve Alexander VII:s vapen med bland annat trimontium. |